# Simon Monjack
Simon Mark Monjack (Londres, 9 de março de 1970 — Los Angeles, 23 de maio de 2010) foi um roteirista américo-britânico. Ele foi casado com a falecida atriz americana Brittany Murphy. Noticias recentes falam sobre a possibilidade de Simon ter filhos bastardos.
Em 23 de maio de 2010, cinco meses depois de Brittany falecer, Simon Monjack, seu marido, foi encontrado morto em casa, em Los Angeles, a causa de sua morte foi  pneumonia e severa anemia.